# Ян Костка
Ян Ко́стка гербу Домброва (іноді Ян Штемберґ-Костка, 1529 — 1581) — польський шляхтич, магнат, урядник, державний діяч. Королівський секретар (з 1554), підскарбій пруських земель (1554), економ мальборкський (1554), каштелян ґданський (1556), сандомирський воєвода (1574). Староста мальборський, плоцький, голубський, ліпенський. Двічі (1573, 1575) претендував на трон короля Речі Посполитої.

## Біографія
Син Станіслава Костки та його дружини Ельжбети фон Ейленбурґ. Народився у Штембарку (нині Стонжкі, штумського повіту, ґміні Миколайки Поморські). 
Родина батька походила з Мазовії, де мала маєток Ростково, дід Яна Якуб Костка Ростковський купив у родини Бажинських маєток Штембарк і осів у Прусії. Матір походила з родини хрестоносців з Саксонії (Айленбурґ), які в середині XV сторіччя осіли у Прусії, де тримали маєток в Ґалінах. 
Навчався у Німеччині, Фландрії та Іспанії. 1568 року був поставлений Сигізмундом ІІ Августом на чолі Морської комісії. Займався організацією польського військового флоту. Був прихильником унії Королівства Польського і Королівських Прусів. Після одруження із Зофією з Одровонжів отримав як посаг Ярослав. 1554 року призначений королівським секретарем на дипломатичну службу. Наступного року його батько передав йому зі згоди короля посаду підскарбія пруських земель.

### Сім'я
Ян Костка двічі одружувався. Першою його дружиною (від 1555 року) була Ядвіга. З нею він мав двоє дітей:
- Станіслав Костка
- Ельжбета Жалінська

Другою його дружиною (від 1575 року) була Софія Одровонж (померла 1580 року). Діти:
- Ян Костка
- Анна Острозька
- Катажина Сенявська.